# Cichlasoma boliviense
Cichlasoma boliviense és una espècie de peix de la família dels cíclids i de l'ordre dels perciformes.

## Morfologia
Els mascles poden assolir els 10,7 cm de longitud total.

## Distribució geogràfica
Es troba a la conca del riu Amazones a Perú.